# Büroleiter
Büroleiter ist eine nicht gesetzlich geschützte Berufs- beziehungsweise Funktionsbezeichnung. Dem Büroleiter obliegt die meist administrative Führung einer Büroeinheit mit mehreren Mitarbeitern. Dabei ist er verantwortlich für den reibungslosen Ablauf des Bürobetriebs.
Die Bezeichnung Büroleiter wird genutzt:
- in Rechtsanwalts-, Notar- und Patentanwaltbüros (veraltet als Bürovorsteher bezeichnet);
- im politischen Bereich bei Büroleitern von Präsidenten, Kanzlern, Ministerpräsidenten, Ministern und Abgeordneten, also meistens der Chef der persönlichen Referenten;[1]
- im wirtschaftlichen Bereich bei Büroleitern von Konzern- und Firmenvorständen, Leitern der Hauptstadtsbüros von Unternehmen und Verbänden;
- in der Verwaltung etwa bei Büroleitern von kommunalen oder staatlichen Behörden.

Vielfach sind die Büroleiter mit erheblichen Entscheidungskompetenzen ausgestattet.